# Loukkos (reka)
Reka Loukkos (واد لوكوس; špansko Río Luco) je velika reka v severnem Maroku. Čeprav je relativno kratka (približno 100 km), je reka tretja največja v Maroku s povprečnim pretokom 50 m³/s. Izvir reke Loukkos je v gorovju Rif in se izliva v Atlantski ocean v mestu Larache; mestno pristanišče je na reki. Porečje reke Loukkos meri 3730 km2 in vsebuje eno najbolj rodovitnih in produktivnih kmetijskih zemljišč v državi. Eden od pritokov reke, Oued Makhazine, ima velik zgodovinski pomen, saj je bil priča eni najbolj odločilnih bitk v zgodovini Maroka: bitki pri Alcácer Quibirju. V bitki 4. avgusta 1578 je združeno vojsko odstavljenega maroškega monarha Abu Abdallaha Mohameda II. Saadija in njegovega zaveznika, portugalskega kralja Sebastjana, premagala vojska novega maroškega sultana iz iste dinastije Saadi (ki je bil tudi Abu Abdallahov stric).
Loukkos je največja reka v severnem Maroku. Čeprav je relativno kratka, ta reka nosi tretji največji vodni tok v Maroku. Reka lahko v času poplav povzroči velike poplave. Leta 1775 se je reka pojavila na zemljevidu Tomása Lópeza in Vargasa z oznako reka Lucos. Reka je nekaj časa tvorila mejo med Marokom in francoskimi imperialnimi deželami.

## Zgodovina

### Starodavna zgodovina
Starodavni Lixus stoji na hribu Tchemmich na desnem bregu reke Loukkos (druga imena: Oued Loukous; reka Locus), tik severno od sodobnega pristanišča Larache. Arheološko najdišče leži znotraj mestnega območja Laracheja in približno tri kilometre v notranjosti od izliva reke in Atlantskega oceana. S svojih 80 metrov nad ravnino dominira mesto nad močvirjem, skozi katerega teče reka.
Lixus je bil ustanovljen kot feničanska kolonija, potem ko so feničanski pomorščaki prečkali Alboransko morje, da bi dosegli Atlantski ocean. Med ruševinami v Lixusu so terme, templji, zidovi iz 4. stoletja našega štetja, mozaična tla in zapleteni ostanki Kapitolskega griča.
Naprej navzgor je bil El-Ksar el Kebir ustanovljen kot kartažanska kolonija, ki je po punskih vojnah prišla pod rimski nadzor z imenom Oppidum Novum.

### Moderna zgodovina
Sotočje reke Loukkos in njenih pritokov, al-Mahazin, je bilo prizorišče pomembne bitke leta 1578 – bitke pri Alcácer Quibirju, v kateri sta bila ubita oba tekmeca za maroški prestol, prav tako pa tudi portugalski kralj. Sebastijan Portugalski, kralj Abu Marwan Abd al-Malik I. Saadi in njegov tekmec Abu Abdallah Mohamed II. Saadi so bili vsi ubiti in končali portugalske ambicije za napad in pokristjanjevanje Magreba. Eden od glavnih razlogov za poraz portugalskih čet je bil dvig reke Loukkos med bitko. Zaradi te bitke je Portugalska izgubila status velike sile.
Leta 1970 je Thor Heyerdahl obiskal estuarij reke Loukkos in preučeval čolne iz trstike, ki so jih izdelovali lokalni ribiči v svojih načrtih za jadranje Ra II. Po Heyerdahlu so starodavni feničanski in egipčanski pomorščaki, ki so postali ustanovitelji mezoameriških kultur krenili od nekje kot Loukkos.
- Močvirje Grand Palace
- mesto Lixus
- Larache ob izlivu reke Oued Loukous
- El Ksar 1900